# Dalton Maag
Dalton Maag es una agencia tipográfica independiente (tipos fuentes o fundición de tipos) con oficinas en Londres, Reino Unido y São Paulo (Brasil). Diseña fuentes para identidades corporativas, logotipos y otros usos en diseño gráfico (maquetación de texto). Dalton Maag tiene una biblioteca de 30 fuentes minoristas a partir de 2016 y ofrece servicios personalizados de creación y modificación de fuentes a sus clientes.

## Tipos de letra

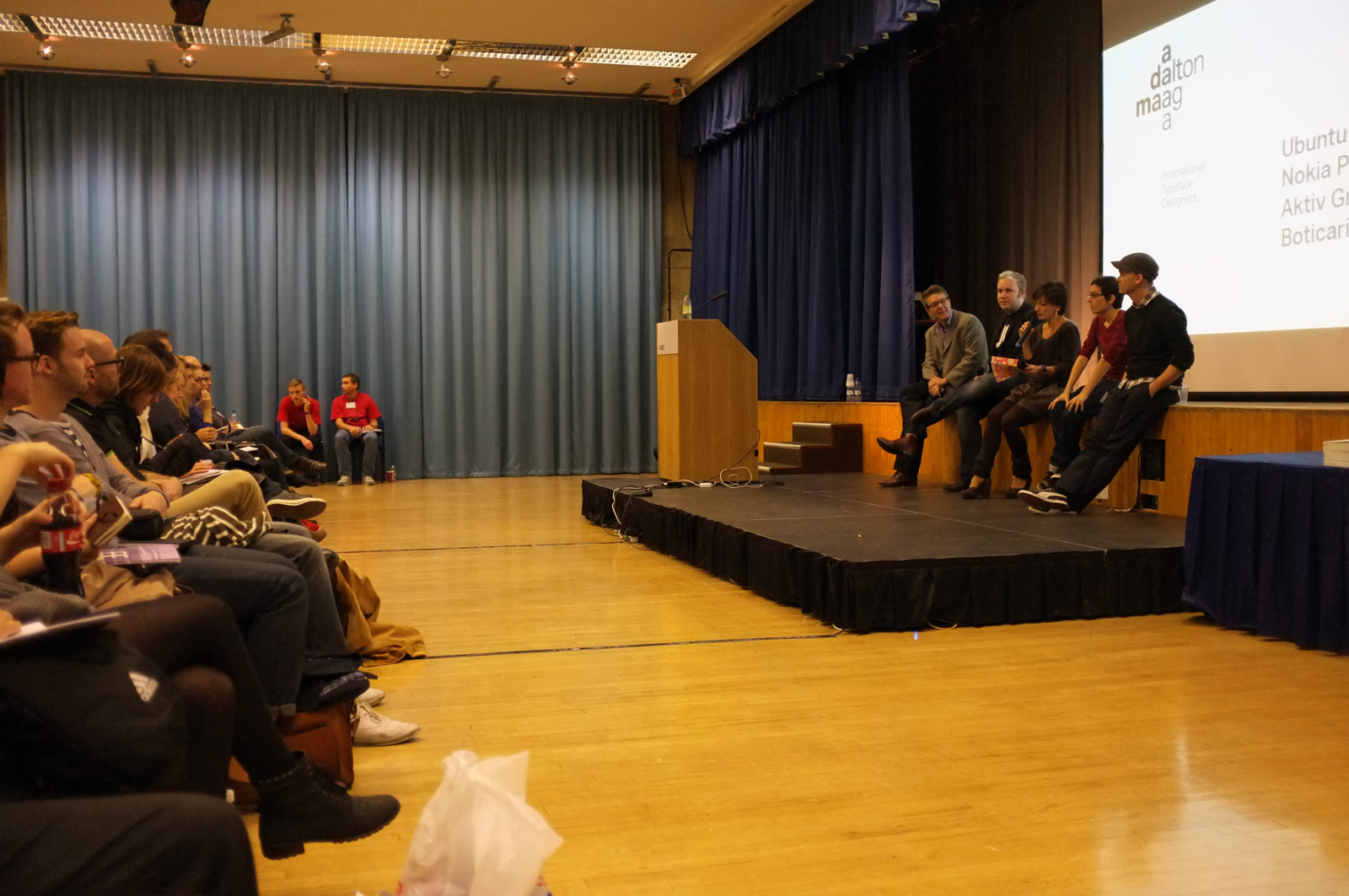
Personal de Dalton Maag hablando en la conferencia TYPO de Londres en 2011.

Muchos de los tipos de letra de Dalton Maag han sido diseñados para la identidad corporativa de diferentes marcar. Entre los clientes más importantes de Dalton Maag se incluyen AT&T, Netflix, BBC, Amazon, McDonald's, Nokia, BMW, DeviantArt, Intel, Vodafone, Ubuntu y Toyota. También tiene en su haber un gran surtido de tipos de letra disponibles para comprar en su biblioteca en línea. Los tipos de letra que tiene relacionados con el transporte incluyen "Pantograph" para Manchester Metrolink, y "Barlow" (antes conocida cómo William Henry Barlow), para la estación de tren de St Pancras y la señalización asociada de High Speed 1. "Barlow" se creó a partir de un tipo de letra llamado "Stroudley", que a su vez descendía de "Casey", diseñado para KCR Corporation en Hong Kong.
otro de los tipos de letra famosos es la Ubuntu, que destacó por haber sido creado para que la empresa de software de código abierto Canonical Ltd, y ésta lo utilizara en su sistema operativo Ubuntu, tanto en la marca cómo en los textos o el material publicitario. Fue el primer tipo de letra diseñado con la intención de que la comunidad de código abierto lo usara y ampliara. Debido a la naturaleza gratuita y de código abierto del sistema operativo Ubuntu, la fuente está disponible para descargar de forma gratuita.
Dalton Maag consiguió atraer cierta reputación en el ámbito publicitario cuando creó la tipografía Nokia Pure para la empresa finlandesa de telefonía móvil Nokia; ésta reemplazaría la anterior fuente Nokia Sans, creada por el diseñador gráfico Erik Spiekermann. Spiekermann comentó que estaba decepcionado de que Dalton Maag no le hubiera consultado sobre el nuevo diseño y les acusó de insulso.  Sin embargo, el nuevo diseño fue generalmente bien recibido en diferentes lugares, y en febrero de 2012 Nokia Pure fue nominado para el premio Design Museum Designs of the Year 2012 en la categoría gráfica,que finalmente ganó.
En julio de 2012, para los Juegos Olímpicos de Río 2016, se lanzó la marca con una fuente creada por Dalton Maag, ésta se basaba en las letras y números del logotipo que ya había creado la agencia de diseño brasileña Tátil para la identidad corporativa de la marcar (Río 2016). La tipografía tardó ocho meses en crearse y consta de 5.448 caracteres. El trabajo de diseño fue realizado principalmente por la oficina brasileña de Dalton Maag, que trabajó con el equipo de Londres durante la etapa de ingeniería de fuentes, y también con el consultor brasileño Gustavo Soares, quien trabajó como técnico de interfaz entre Dalton Maag y el equipo de Río 2016.
La biblioteca de tipos de letra de Dalton Maag incluye Lexia, Aktiv Grotesk, Magpie y Elevon; esta última, Elevon, se creó originalmente para el programa de vuelos espaciales de Virgin Galactic.
La fuente tipográfica Magpie fue diseñado por Vincent Connare (conocido por haber diseñado la Comic Sans). En un principio se llamó Urraca debido a los distintivos descendientes en cursiva que aludían a las colas de las urracas.
En 2015, Dalton Maag diseñó el tipo de letra Bookerly y se lanzó como fuente exclusiva y predeterminada para los dispositivos electrónicos y aplicaciones de lectores electrónicos Kindle de Amazon.